# 羅文欽
羅文欽（1970年1月15日—），中華民國政治人物，前民主進步黨黨員，桃園縣議會第17屆議員，曾任平鎮市前市長李月琴祕書室專員、民進黨平鎮市黨部執行委員、民進黨桃園縣議會黨團副總召集人、桃園縣客家公共事務協會副理事長、平鎮國際青年商會2004年會長。2013年1月於開南大學人文社會學院碩士在職專班畢業，碩士論文是《罹患精神官能症教師處理機制之研究：以桃園縣中小學為例》，指導教授是黃適卓。

## 新聞事件
2014年1月14日，針對釣魚臺列嶼主權問題，羅文欽接受中評社訪問時表示，《馬關條約》把臺灣割讓給日本，日本戰敗後把臺灣及釣魚臺列嶼歸還中國，這個時候中國的政府是國民政府；只是後來國民政府在大陸戰敗、撤退臺灣，這個國民政府的國號叫做中華民國，釣魚臺列嶼當然也是中華民國的領土，絕對不可能是日本的領土，也不是現在中國共產黨底下的中華人民共和國的領土；現在既然中華民國在臺灣，釣魚臺列嶼當然也是臺灣的。羅文欽說，現在臺灣武力弱，臺灣確實很難持有釣魚臺列嶼主權，但這不代表臺灣不能大聲宣告釣魚臺列嶼主權，臺灣不可以把釣魚臺列嶼主權平平白白送給別人；只要他能力允許，他在平鎮市延平路二段的服務處會永遠懸掛他自己花錢製作的綠底白字“釣魚臺是我們的”布條，這不是民進黨中央黨部下達的指示。而對於前總統李登輝倡議“釣魚臺是日本的”，羅文欽認為，臺灣不用附和這種言論，畢竟李登輝對日本有他的情感糾結。 
2014年2月20日晚間，桃園縣政府警察局平鎮分局警備隊隊長許傳灶帶隊至平鎮市「黑貓KTV酒店」臨檢，在場喝花酒的羅文欽阻止臨檢，羅文欽一把揪住許傳灶的衣領、扯掉配件，抓傷許傳灶的頸部，並以六字髒話辱罵許傳灶。2014年2月23日早上，許傳灶向桃園地檢署控告羅文欽妨害公務、傷害、恐嚇、妨害名譽等罪名；羅文欽則否認上有女陪侍的酒店，宣稱是接受選民邀約餐敘，可能酒後失言，願意致歉，但否認毆警；羅文欽還說，若未來證實他無罪，他將控告許傳灶誣告罪。2014年2月25日，羅文欽服務處收到大量花籃支持羅文欽。2014年2月26日，民進黨中常會決議，將移請中評會儘速開會並將羅文欽除名（開除黨籍）。
2014年3月3日下午，羅文欽到桃園縣政府警察局平鎮分局門口獻上3盆致歉花籃，全程無發言，不到1分鐘就搭車離開，致歉花籃卡片上寫：「警方莫為此次事氣餒。以後遇見民意代表，切勿畏權，該怎麼辦就怎麼辦！」「各位警察同仁：對於此次失言失禮深表歉意，讓我們繼續站在一起、為平鎮市民打拚。縣議員羅文欽。」「全國警察同仁您辛苦了！對於此次警察同仁執行公權力，本人不當之言語，深表歉意；並期望全國各級民意代表，以本事件為鑑。羅文欽敬上。」
2014年3月5日，桃園地檢署依妨害公務、侮辱公務員、傷害等罪名將羅文欽提起公訴，請求法院從重量刑。2014年3月14日，民進黨中評會開會，決議將羅文欽開除黨籍。2014年5月26日，民進黨立法委員段宜康在Facebook表示，羅文欽被開除黨籍後向民進黨仲裁委員會申訴，民進黨仲裁委員會將該案發回中評會再議；本日下午，中評會原本要開會討論此案，卻因出席人數不足而流會（中評委11人只有5人出席，陳奕瑄、葉宜津、黃俊哲、林世宗、陳怡珍、許錦構未出席），因此羅文欽仍保有黨籍、就有1席當然全國黨代表的投票權。
2014年7月，民進黨仲裁委員會以「程序瑕疵」為由撤銷中評會除名處分，恢復羅文欽黨籍。2014年7月17日，民進黨發言人黃帝穎表示，仲裁委員會認為中評會決議開除羅文欽黨籍時沒有給他申訴及答辯機會，確實有程序瑕疵，但中央黨部依然認為羅文欽行為損害黨譽，未來將補正程序、交由下一屆中評會懲處；但中評委許淑華駁斥，中評會已給羅文欽充分表達機會，羅文欽也有列席陳述意見，程序完備，這件事情充滿黨內派系運作的痕跡，中評會符合社會觀感的決議因派系利益被推翻，重創民進黨形象；段宜康則在Facebook諷刺，本月20日羅文欽將可以繼續以民進黨當然黨代表的身分參與第16屆全國黨員代表大會的投票，仲裁委員會功能「強大」到可以化解黨紀處分。
2014年7月20日，民進黨第16屆全國黨員代表大會，前民進黨主席蘇貞昌說，「羅（文欽）案證據確鑿，社會譁然，對黨的影響很大，黨應該明確處理；如果不清不楚，甚至今天還讓他來開會，對黨是更進一步傷害；如果還讓他參與投票，去選黨內中央核心幹部，那更是不應該」；高雄市議員蕭永達則批評，民進黨請來的仲裁委員，前後兩屆幾乎都是同樣一群人，在社會上當律師、有法律背景，但根本是近親繁殖；民進黨主席蔡英文則說，蕭永達的發言列入紀錄，但她要告訴大家「我們請的仲裁委員都是在學術界和社會上的一時之選，或許他們對政黨運作有些不清楚、不熟悉的地方，那就是我們政黨要擔負起這個責任，對於仲裁會，更積極去解釋我們政黨的立場」，她將與仲裁委員會溝通、並強化黨內代表表達政治層面考量的機會。
2014年8月18日，一邊一國連線舉行記者會宣布將在2014年七合一選舉推薦縣市議員參選人65人，推薦名單中包括羅文欽，但羅文欽未出席記者會，羅文欽辦公室主任鄭羽秀代表羅文欽出席記者會；鄭羽秀說，羅文欽兩度申訴仲裁都駁回民進黨中評會開除黨籍的決議，如果民進黨不提名羅文欽參選，羅文欽一定會以無黨籍身分參選到底。
2014年9月27日，民進黨中評會開除羅文欽黨籍。2014年12月29日，桃園地方法院依傷害罪判處羅文欽有期徒刑8個月。
2015年11月22日，羅文欽辱警案上訴至臺灣高等法院後，高院認定：羅文欽當時身為議員，其權力來源是選民之託付，應為民眾服務及監督政府，卻公然挑戰公權力，破壞國家法紀執行的尊嚴性並造成員警受傷且損壞警用電腦皮套扣環，惡性非輕；使受傷員警身心受創甚鉅，明確表示不願意原諒，盼以嚴懲；因此判處有期徒刑8個月定讞，不得緩刑。2015年11月27日，羅文欽赴桃園市選舉委員會完成登記參選立法委員，以無黨籍身分參選，完成登記後召開記者會三鞠躬道歉；他說，他酒後失控辱警事件被放大、被民進黨內部派系無情追殺，他將在接到判決書後與律師研究聲請再審。2015年12月17日，桃園市選委會決議，羅文欽不符合候選人資格，不得參選。

## 選舉紀錄
| 年度 | 選舉屆數               | 選舉區           | 所屬政黨   | 得票數 | 得票率 | 當選標記 |
| ---- | ---------------------- | ---------------- | ---------- | ------ | ------ | -------- |
| 2005 | 第十六屆桃園縣議員選舉 | 桃園縣第八選舉區 | 民主進步黨 | 8,957  | 10.94% |          |
| 2009 | 第十七屆桃園縣議員選舉 | 桃園縣第八選舉區 | 民主進步黨 | 11,352 | 15.34% |          |
| 2014 | 第一屆桃園市議員選舉   | 桃園市第八選舉區 | 無黨籍     | 2,057  | 2.08%  |          |